# Jenny Goldkuhl
Jenny Linda Marie Goldkuhl, född 10 februari 1978 i Karlstad är en svensk radioprogramledare. Hon är uppvuxen I Vålberg och Torsby. Hon har arbetat på kommersiell radio och på Sveriges Radio P4 och SR P4 Stockholm där hon bland annat sänt helgprogrammen. Från januari 2006 till juni 2013 sände hon programmet Vaken med P3 och P4, ofta tillsammans med Peter Sundberg. Från och med sommaren 2013 tills våren 2019 var hon programledare för Morgon i P4 Stockholm. Därefter har hon arbetat som programledare och producent för P4 eftermiddag efter omorganisation.